# Xinihe
Sini
Pour les articles homonymes, voir Sini.
Le Xinihe, ou Sini (chinois simplifié : 锡尼河马 ; chinois traditionnel : 錫尼河馬 ; pinyin : Xī ní hémǎ), est une race de chevaux de selle originaire de Mongolie-Intérieure, en Chine. Issu de croisements entre des juments bouriates et des étalons Sanhe, il appartient au groupe du cheval mongol chinois. Les habitants locaux l'utilisent pour la traction et le travail pastoral. Il a connu un important déclin de population depuis la fin du XXe siècle.

## Histoire
La race a été développée au début du XXe siècle, à partir de croisements entre des juments Bouriates et des étalons Sanhe. Elle portait autrefois le nom de « cheval bouriate mongol ». Elle provient du bassin des rivières Xini et Yimin, dans l'Est de la Mongolie-Intérieure, d'où son nom. Les croisements sont reproduits entre la progéniture sur plusieurs générations. D'autres croisements interviennent, mais leur influence est négligeable. Ces autres races ont depuis été éliminées du programme d'élevage.

## Description
Les femelles toisent 1,34 m en moyenne, et les mâles 1,47 m. Le Xinihe présente un type de cheval de travail d'apparence agréable, avec une belle tête légère au profil rectiligne ou légèrement concave, et une bonne musculature. L'encolure est musclée sans être lourde, l'épaule généralement bien inclinée, le garrot bien sorti et bien défini. Le dos est long, droit et très solide ; le rein est long. La croupe est courte et légèrement inclinée, avec une queue attachée haut. Les jambes sont solides et nettes, avec des tendons bien définis et une bonne musculature. Les sabots sont secs et solides. Les crins sont abondants. Le Xinihe a démontré une haute adaptation aux aléas climatiques. Un Xinihe peut creuser la neige pour y trouver de l'herbe en hiver. Il résiste aux catastrophes naturelles et dispose d'une forte capacité d'adaptation. 
La robe est unie, généralement bai clair, alezane ou noire. Les marques blanches sont fréquentes sur la tête et les membres. Les analyses ont démontré que, parmi les types de chevaux traditionnellement associés au groupe du cheval mongol chinois, le Xinihe est plus proche du Baerhu.

## Utilisations
D'après la FAO, il sert principalement à la traction. L'ouvrage de l'université d'Oklahoma signale plutôt une utilisation pastorale, pour laquelle les qualités de rapidité et d'endurance du Xinihe sont appréciées. Il y a également une longue tradition d'utilisation de ces chevaux pour les courses.

## Diffusion de l'élevage
C'est une race locale, originaire de Mongolie-Intérieure, plus précisément de la bannière autonome d'Evenk et d'Hulunbuir.
En 1982, 10 000 chevaux Xinihe sont répertoriés pour la FAO. L'effectif a fortement diminué, car en 2008, le nombre de chevaux restants est estimé se situer dans une fourchette entre 3 000 et 5 860 têtes, avec une tendance à la baisse. D'après l'évaluation de la FAO réalisée en 2007, le « Xini » n'est pas menacé d'extinction.